# Stella Sacharowa
Stella Heorhyewna Sacharowa (ukrainisch Стелла Георгиевна Захарова; * 12. Juli 1963 in Odessa, Sowjetunion) ist eine ehemalige ukrainische Kunstturnerin.

## Karriere
Sacharowa zog 1973 mit ihrer Familie nach Chișinău und wurde später zu einer der erfolgreichsten Turnerinnen der Sowjetunion. Bei den Olympischen Spielen 1980 in Moskau gewann sie Gold im Mannschaftsmehrkampf. Im Einzelmehrkampf belegte sie in der Qualifikation Rang acht, konnte jedoch nicht ins Finale einziehen, da nur drei Turnerinnen pro Nation zugelassen waren und sie als fünftbeste Sowjetin gewertet wurde.
Bei den Weltmeisterschaften 1979 holte sie Silber im Sprung und mit der Mannschaft, 1981 folgten erneut Silber im Sprung sowie Gold im Mannschaftsmehrkampf. Bei der Universiade 1981 gewann sie insgesamt fünf Medaillen: Gold im Sprung, Silber im Einzel- und Mannschaftsmehrkampf sowie Bronze am Boden und am Schwebebalken. Insgesamt errang sie zwölf nationale Meistertitel. Für ihre sportlichen Leistungen wurde sie 1980 zur Verdienten Meisterin des Sports der UdSSR ernannt.
Nach dem Ende ihrer aktiven Karriere heiratete sie den Fußballprofi Wiktor Chlus. 1985 schloss sie ihr Studium an der Nationalen Universität für Körpererziehung und Sport der Ukraine ab. Zwischen 1989 und 1997 lebte sie mit ihrer Familie in Schweden. Ab 1989 war sie als Kampfrichterin tätig, seit 2004 ist sie Präsidentin des Ukrainischen Turnverbands.